# Dilipa
Dilipa (лат.) — род бабочек в составе семейства Нимфалид.

## Описание
Верхняя сторона крыльев самцов — оранжевого цвета либо оранжевато-красновато-коричневая, у основания и по внешнему краю затемнены. Задние крылья несут на себе ряд тёмных субмаргиналных пятен. Верхняя сторона крыльев самки с обширными коричневыми участками, белыми постдискальными пятнами. Передние крылья на своей вершине имеют 2-3 овальных прозрачных пятнышка разной величины.

## Виды
- Dilipa fenestra (Leech, 1891)
- Dilipa morgiana (Westwood, [1850])

## Биология

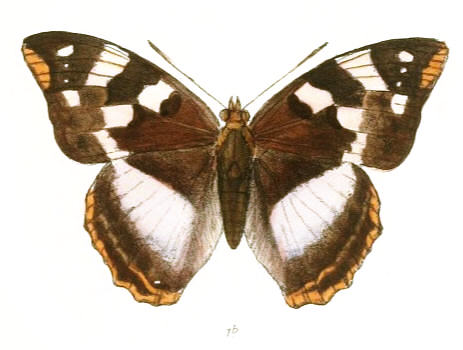
Самка Dilipa morgiana

Бабочки встречаются в широколиственных лесах. Развивается в двух поколениях за год. Время лёта первого поколения — в мае—июле, второго — июле—октябре.
Кормовое растение гусениц — Каракас (Celtis).

## Ареал
Встречаются в Юго-Восточной Азии: Корейский полуостров, Северный и Северо-Восточный Китай, Непал, Индия).